# Pan Smraďoch
Pan Smraďoch (v anglickém originále Mr Stink) je kniha vydaná v říjnu 2009, napsal ji David Walliams a ilustroval Quentin Blake. Kniha byla adaptována jako divadelní muzikál a BBC podle ní natočila stejnojmenný televizní film, který byl uveden o Vánocích roku 2012 na BBC1. V Česku vydalo knihu nakladatelství Argo v roce 2012. V knížce se objevují ilustrace Quentina Blakea, které jsou s knihami Davida Walliamse úzce spojené. V příběhu se setkávají dva hlavní hrdinové, pan Smraďoch a teprve dvanáctiletá dívka Chloe. Jejich životní cesty se na nějakou dobu spojí, a i když zdánlivě nemají nic společného, prožijí spolu spoustu zábavy. Každý bezdomovec má totiž svůj skrytý příběh.

## Shrnutí děje
Pan Smraďoch je bezdomovec, který žije v parku na lavičce se svou fenkou Hraběnkou. Po celém městě se mu neřekne jinak, jelikož příšerně páchne. Je špinavý od hlavy až k patě, protože se již několik měsíců nemyl. Lidé se jeho lavičce v parku vyhýbají velkým obloukem a nikdo se s ním nechce zdržovat. Chloe je ale odlišná.
Chloe Crumbová je dvanáctiletá dívka, která to v životě nemá vůbec jednoduché. Bydlí v rodinném domě se svými rodiči a příšerně otravnou mladší sestrou Annabelle. Chloe je doma nešťastná. Její matka věnuje všechnu svou  péči Annabelle, nebo své kampani. Kandiduje totiž na předsedkyni vlády. Jediný, s kým si Chloe doma rozumí, je táta. Ten se však své ženy bojí natolik, že ji ve všem poslouchá a ustupuje. Chloe kvůli matce navštěvuje soukromou školu, kde si ale nenašla žádné kamarádky, naopak je terčem výsměchu a šikany. Možná právě to Chloe přivedlo k tomu, oslovit někoho tak odpudivého, jako je pan Smraďoch.
Chloe s panem Smraďochem zpočátku prohodila jen pár slov. Něco ji však lákalo navštěvovat ho v parku znovu a znovu. Mohla se tomuto starému špinavému muži svěřit se svými starostmi. Pan Smraďoch jí dokonce pomohl zastrašit její úhlavní nepřítelkyni. Byl zrovna prosinec a venku pěkně přituhovalo. Chloe měla co dělat, aby to venku vydržela pár minut, ale chudák pan Smraďoch musel trávit venku na lavičce i celé noci, a tak Chloe vstoupila do hlavy zajímavá myšlenka.
Chloe ubytovala pana Smraďocha v jejich kůlně na zahradě. Pan Smraďoch byl z toho velice nadšený a zařídil si kůlnu po svém. Pravda, Chloe trochu překvapily jeho požadavky na snídaně v podobě kávy, klobásek, vajec a dalších lahůdek. V noci také chtěl, aby mu Chloe četla své vlastní příběhy a Chloe se poprvé stalo, že ji někdo podpořil v tom, aby ve psaní příběhů pokračovala. Chování pana Smraďocha bylo kupodivu velice vybrané a gentlemanské.
Jednoho dne zavítal do rodiny Crumbových novinář, který měl udělat s paní Crumbovou rozhovor v rámci její kampaně, která obsahovala opravdu přísná opatření.  Jedno z nich například zakazovalo bezdomovcům obývat ulice. Když byla matka v nejlepším, pan Smraďoch zaklepal na okno a poprosil o svou snídani. Matka se nejprve opravdu zhrozila, ale novinář byl z jejího nápadu nastěhovat si bezdomovce do kůlny opravdu nadšený a opěvoval matčinu dobrosrdečnost. Paní Crumbová byla dokonce pozvána do pořadu Otázky a odpovědi, ale pouze za předpokladu, že přijde i s panem Smraďochem. Pan Smraďoch však z politické debaty udělal humornou show, ale také prozradil, že paní Crumbová lže. Z ulice do kůlny ho totiž nepřestěhovala ona, ale její dcera, Chloe. Paní Crumbová se tedy pořádně ztrapnila a ztratila možnost kandidovat, naopak pan Smraďoch dostal od premiéra možnost zaujmout její místo, které ovšem odmítl.
Chloe neustále přemýšlela, jak mohl člověk s tak vybranými způsoby skončit na ulici. Měla několik teorií, z nichž ani jedna se však nepodobala pravdě. Pana Smraďocha prozradil až jeho kapesník s nášivkou lord Darlington. Pan Smraďoch se Chloe svěřil o svém smutném osudu. Měl své panství, krásné auto, i krásnou ženu, kterou miloval a čekal s ní dítě. Jednoho večera však odjel na večeři se spolužáky. Když se vrátil, dům byl v plamenech a jeho žena požár nepřežila. Nějakou dobu se pokoušel ve zbylém křídle domu bydlet, nemohl však unést takovou ztrátu, a tak se rozhodl, že se bude toulat.
Chloe se rozhodla, že se chce toulat s panem Smraďochem. Pan Smraďoch jí to nejprve rozmlouval. Když viděl, že je Chloe neústupná, došel za její matkou a vylíčil jí celý svůj příběh a poprosil ji, ať nenechá Chloe odejít. Matku jeho slova tak dojala, až ji došlo, že o Chloe opravdu nechce přijít a že ji má moc ráda.
Pan Smraďoch nakonec dokázal usmířit Chloe s matkou i se sestrou a strávil s rodinou Crumbových Vánoce. Rodina mu nabídla, aby s nimi v domě zůstal. Pan Smraďoch měl však pocit, že svůj úkol tu splnil a že jeho srdce se potřebuje dál toulat. Na rozloučenou dal Chloe dárek, na který poctivě šetřil velmi dlouho a připomněl jí, aby pokračovala ve psaní, že si jednou její knížku koupí. Chloe tedy začala psát knížku hned, a to o panu Smraďochovi.

## Postavy
- Chloe: nešťastná dvanáctiletá dívka s hnědými vlasy. Svého otce má velmi ráda, ale nemá ráda svou sestru a matku. Je velmi osamělá. Nemá žádné přátele a nemá ráda Vánoce. Nelíbí se jí mince, pozlátko a to, že nikdy nesněží. Jediné, co Chloe miluje, jsou příběhy. Jejím jediným přítelem je pan Smraďoch.
- Pan Smraďoch: Smradlavý gentleman. Je známý tím, že smrdí. Jediné, co páchne hůř, jsou jeho vousy. Jeho jediným společníkem je jeho pes Hraběnka, která si pochutnává na párcích, a posléze i Chloe. Později v knize vyjde najevo, že se stal bezdomovcem, protože mu shořel dům a zemřela žena. Také vyšlo najevo, že byl velmi bohatý. Jeho skutečné jméno je lord Darlington.
- Annabelle Crumbová: Desetiletá sestra Chloe, která je zlomyslnou snobkou. Matka se jí věnuje. Je velmi sportovně založená a muzikální. Do postele nosí vlasy sepnuté do drdolu. Účastní se mnoha mimoškolních aktivit, jen aby matku potěšila, a je také matčinou oblíbenkyní.
- Pan Crumb: Otec Chloe a Annabelle a Janetin manžel. Své ženy se bojí a je jediným členem rodiny, který na začátku příběhu s Chloe dobře vychází.
- Hraběnka: Smradlavý bílý jorkšírský teriér pana Smraďocha, kterého kolemjdoucí obvykle považují za černého, protože je obvykle pokrytý vrstvou sazí a špíny.
- Janet (paní) Crumbová: Matka Chloe a Annabelle, manželka pana Crumba a rádoby poslankyně posedlá svou nejmladší dcerou a nóbl oblečením. Chce vyhnat bezdomovce z ulic a vyhrát doplňovací volby. K velkému šoku se také objeví v politickém debatním pořadu s panem Smraďochem. Mezi její navrhované změny v politice patří deportace popelářů, zrušení dávek pro nezaměstnané a povolení videoher pouze v čase od 16:00 do 16:01.
- Rosamunda: Zlomyslná a oblíbená dívka, jejímž hlavním cílem je vždy Chloe.
- Raj: Skromný a milý prodavač novin. Vlastní trafiku.

## Přijetí díla a interpretace
Na knihu bychom našli spoustu recenzí. Není však divu, že převládají spíše pozitivní reakce. Čtenáře si získává kniha především díky svému humoru, nadnesenosti, ale i dojemnými pasážemi. Za pozitivní je považováno prozření postav, zejména matky Chloe a následné ponaučení. S kritikou se setkáváme také, a to zejména z důvodu, že kniha je dle čtenářů předvídatelná a sloučení dvou hlavních hrdinů je typické. Jeden ze čtenářů definuje knihu slovy „jak naučit naše děti, že sebelítost, lenost a nezodpovědnost je víc cool než ambice, úspěch a peníze“.
Spisovatel Michael Finocchiaro však hodnotí knihu velmi kladně: „Je to velmi dobře napsané s humorem a křišťálově čistým morálním poučením, s nímž jsem nemohl více souhlasit. Absolutní nutnost číst s dětmi (ale mějte po ruce krabici kapesníků a spoustu objetí!)“ Pozitivní reakce jsme se dočkali i od autora Keith Brutona. Označuje příběh za „veselý, smutný a zároveň potěšující!" Americký spisovatel Mark Lawrence řadí dílo mezi průměrné dětské knihy: „Moje peníze nebyly vyhozené. Tohle nebylo nejlepší ani nejhorší, co jsme s Celyn letos četli“. Za pozitivní reakci bychom mohli považovat i zpracování díla do muzikálové podoby v Londýně v Bolton's Albert Halls. Muzikál je označovaný jako nápaditá a hřejivá show. Kromě muzikálu se knihou inspiroval i režisér Declan Lowney, který natočil stejnojmenný hodinový film. V hlavní roli září Hugh Bonneville.

## Publikace
Knihu Pan Smraďoch vydalo nakladatelství HarperCollins v říjnu 2009 v pevné vazbě. Seznam významných formátů je následující:
| Datum vydání    | Vydavatel                      | Formát      | Počet stran | ISBN           |
| --------------- | ------------------------------ | ----------- | ----------- | -------------- |
| 29. října 2009  | HarperCollins                  | pevná vazba | 272         | 978-0007279050 |
| 27. května 2010 | HarperCollins Children's Books | brožovaná   | 224         | 978-0007279067 |
| 27. května 2010 | HarperCollins                  | audiokniha  | CD          | 978-0007333394 |
| 14. října 2010  | RazorBill                      | brožovaná   | 265         | 978-1595143327 |

## Televizní adaptace
Šedesátiminutový film Pan Smraďoch byl odvysílán 23. prosince 2012 na BBC One, původně bylo vysílání naplánováno na Boxing Day. Stal se nejsledovanějším ve svém vysílacím čase 18:30–19:30, kdy si jej naladilo 6,34 milionu diváků. Byl také vysílán ve 3D a stal vůbec prvním narativním pořadem BBC, který byl ve 3D natočen.